# William More
Sir William More, 2º Baronete (1644-1684) foi um político inglês que ocupou cargos na Câmara dos Comuns na segunda metade do século XVII.
Ele era filho de Poynings More, de Loseley Park. Em 1675 ele ganhou uma eleição suplementar em Haslemere, sentando-se primeiro com George Evelyn e depois com o seu tio, James Gresham. Ele sentou-se novamente de 1681 a 1685 com George Woodroffe.